# Tyfoonseizoen van de Grote Oceaan 2013
Het tyfoonseizoen van de Grote Oceaan 2013 duurt het hele jaar door en beslaat het gebied van de westelijke Grote Oceaan, westelijk van de datumgrens en noordelijk van de evenaar. Weliswaar loopt het seizoen het hele jaar door, toch vormen de meeste tropische cyclonen zich in de maanden mei tot november.

## Cyclonen

### Zware tropische storm Sonamu (Auring), STS 1301, 01W
Op 1 januari begon het JMA met het volgen van een tropische depressie die zich had ontwikkeld op ongeveer 1085 km ten zuidwesten van Hagåtña (Guam). De daaropvolgende dagen verplaatste de depressie zich naar het noordwesten en passeerde laat op 2 januari over Mindanao. Tijdens de volgende verplaatste het systeem zich naar de Suluzee en werd door PAGASA de depressie Auring genoemd voordat JMA rapporteerde dat de depressie zich had ontwikkeld tot een tropische storm en het de naam Sonamu gaf.
Door de tropische depressie strandde gedurende de ochtend van 3 januari een passagiersschip voor de kust van Dumaguete. De 200 passagiers en de bemanning werden gered. Het Joint Typhoon Warning Center waardeerde het systeem op tot tropische depressie 01W.
Tegen 4 januari werd door het JTWC het systeem opgewaardeerd tot tropische storm 01W. De storm doodde ten minste 1 persoon op de Filipijnen. Vroeg op 8 januari rapporteerde het JMA dat Sonamu was afgezwakt tot een tropische depressie, terwijl hij afboog naar het zuidoosten. Gedurende de volgende 2 dagen nam Sonamu, verder zuidoostwaarts bewegend, verder af in kracht.
Op 10 januari loste Sonamu op op ongeveer 100 km ten westen van Bintulu in het oosten van Maleisië.

### Tropische depressie (Bising)
Vroeg op 6 januari startte het JMA met het monitoren van een tropische depressie die zich had ontwikkeld op ongeveer 480 km ten zuidoosten van Melekeok, Palau. Gedurende de volgende dagen bleef het KMA het systeem volgen als een tropische depressie voordat PAGASA het systeem Bising noemde op 11 januari. Op 13 januari gaf PAGASA aan dat het systeem was afgezwakt tot lagedrukgebied voordat het zich samenvoegde met een krachtige extratropische cycloon die zich ontwikkelde in de zee ten zuiden van Japan later die dag.

### Tropische storm Shanshan (Crising), TS1302, 02W
Op 18 februari begonnen het JMA en PAGASA een tropische depressie te volgen, die zich 750 kilometer ten noordoosten van General Santos (provincie South Cotabatohad) had ontwikkeld. JTWC verhoogde het systeem tot tropische depressie en duidde het aan als 02W op 19 februari. Een laatste waarschuwing werd op 21 februari gegeven door de sterke windschering. Op 20 februari werden de scholen in drie steden in Cebu gesloten door hevige en voortdurende regen. Op 22 februari werd de tropische depressie verheven door de JMA tot tropische storm en werd de naam Shanshan toegekend, terwijl het JTWC het systeem juist declasseerde tot tropische storing. Shanshan werd door het JMA gedeclasseerd op 23 februari tot tropische depressie.
Hevige regens zorgden voor grote overstromingen in het zuiden van de Filipijnen. Hierbij kwamen 4 mensen om en 2 mensen werden als vermist opgegeven. Er werden 262.880 mensen getroffen in het land, waarvan bijna de helft in de Davao Region. Door de storm werden 53 huizen verwoest en 119 huizen werden beschadigd. De schade aan de landbouw bedroeg ₱11.2 million (187.934 euro).

### Tropische depressie (10-12 augustus)
Op 10 augustus vormde zich een tropische depressie ten oosten van Vietnam in de Zuid-Chinese Zee uit een tropische storing die zich had gevormd in de Filipijnenzee. Twee dagen later werd het systeem geabsorbeerd door Tyfoon Utor.

### Zware tropische storm Trami (Maring), STS 1312, 12W
Op 15 augustus vormde een lagedruksysteem op ongeveer 200 km van Hengchun, Taiwan, in de Grote Oceaan. Het systeem koerste gestaag richting het oosten, gestaag in kracht toenemende tot een tropische depressie op 17 augustus. Vanaf dat moment begon PAGASA de depressie te monitoren. Het systeem werd 12 W genoemd en kreeg de naam Maring van PAGASA. Maring begon vervolgens te reageren op een andere depressie ten noorden van het systeem, waarbij zich het Fujiwara-effect voordeed.
Op 18 augustus nam de kracht van 12W tot tropische storm en kreeg de naam Trami, nog steeds gestaag oostwaarts bewegend.
In de middag van 18 augustus, toen het hevig begon te regenen in Luzon, werden op de Filipijnen scholen gesloten in sommige steden in verband met hevige regenval. Sommige gebieden van Manila rapporteren overstromingen. De Marikina steeg tot 19 meter en tot op heden zijn 8 slachtoffers gerapporteerd op de Filipijnen door de overstromingen.
Op 20 augustus werd 's morgens een zeewaarschuwing afgegeven door het Central Weather Bureau of Taiwan en een landwaarschuwing volgende in de vroege avond. Op dat moment bereikte Trami categorie 1 kracht volgens de schaal van Saffir-Simpson. De Yaeyama en Miyako eilanden van Japan werden getroffen door de windvlagen van Trami, terwijl het systeem verder trok naar Taiwan en China.
Op 21 augustus werd het noorden van Taiwan getroffen door windvlagen met stormkracht terwijl Trami in westelijke richting trok. Het systeem bracht hevige regenval in het gebied, met 30 cm regen in Taipei. Een aardverschuiving trof Hsinchu en meer dan 6000 mensen moesten worden geëvacueerd. Desondanks was er slechts minimale schade in Taiwan.
Trami beleef westwaarts trekken en kwam aan land in de Chinese provincie Fujian op 22 augustus. De windsnelheid bereikte een hoogtepunt met 126km/h en enorme stortregens werden waargenomen in de steden Fujian, Ningde, Putian en Sanming. In 191 plaatsen in de provincie viel meer dan 100 mm regen.
Trami zwakte af beneden tyfoonkracht op 23 augustus en de resten van het systeem trokken verder landinwaarts in westelijke richting.
Trami doodde 18 mensen in de Filipijnen en veroorzaakt hevige overstromingen in het gehele land. Het systeem versterkte ook de overstromingen die eerder in China door de Moesson (regentijd)moesson werden veroorzaakt en veroorzaakte daardoor veel ravage. In totaal heeft Trami US$ 1,83 miljoen veroorzaakt.

### Tropische depressie 13W
Op 16 augustus ontwikkelde zich een tropische storing op de Riukiu-eilanden. Deze ontwikkelde zich tot een tropische depressie die reageerde op de tropische storm Trami. Hij raakte de oostelijke Chinese kust en loste op op 18 augustus.

### Zware tropische storm Pewa, STS 1313
Op 16 augustus werd een lagedrukgebied ruwweg 840 km ten zuidzuidwesten van het atol Johnston opgewaardeerd tot de tropische storm Pewa. Het was hiermee de eerste tropische storm sinds 2010 die in het midden van de Grote Oceaan een naam kreeg. Pewa bleef in kracht toenemen tot hij met een maximale doorstaande windsnelheid van 100 km/h op 18 augustus de Internationale datumgrens passeerde en daarmee overging naar het westelijke bassin van de Grote Oceaan. Op 19 augustus rapporteerde het JTWC dat Pewa de kracht van een categorie 1 orkaan had bereikt op de schaal van Saffir-Simpson, waarna vervolgens het systeem weer afzwakte tot een tropische storm.

### Tropische depressie 03-C
Op 20 augustus rapporteerde het JMA en het JTWC beide dat de tropische depressie 03-C zich had verplaatst van het midden naar het westen van de Grote Oceaan en na die dag niet meer werd gemeld.

### Zware tropische storm Kong-rey (Nando), STS 1315, 14W
Op 25 augustus gaf het JMA aan dat zich een tropische depressie had gevormd ten oosten van Filipijnen uit een gebied dat sinds 23 augustus al convectie vertoonde en volgens de globale modellen al verder zou consolideren. PAGASA kende het systeem de naam Nando toe.

### Tropische depressie (27-29 augustus)
Vroeg op 27 augustus rapporteerde het JMA dat zich een tropische depressie had ontwikkeld ongeveer 685 km ten zuiden van Hongkong.

### Tropische depressie (33W)
20e eeuw: 1900 · 1901 · 1902 · 1903 · 1904 · 1905 · 1906 · 1907 · 1908 · 1909 · 1910 · 1911 · 1912 · 1913 · 1914 · 1915 · 1916 · 1917 · 1918 · 1919 · 1920 · 1921 · 1922 · 1923 · 1924 · 1925 · 1926 · 1927 · 1928 · 1929 · 1930 · 1931 · 1932 · 1933 · 1934 · 1935 · 1936 · 1937 · 1938 · 1939 · 1940 · 1941 · 1942 · 1943 · 1944 · 1945 · 1946 · 1947 · 1948 · 1949 · 1950 · 1951 · 1952 · 1953 · 1954 · 1955 · 1956 · 1957 · 1958 · 1959 · 1960 · 1961 · 1962 · 1963 · 1964 · 1965 · 1966 · 1967 · 1968 · 1969 · 1970 · 1971 · 1972 · 1973 · 1974 · 1975 · 1976 · 1977 · 1978 · 1979 · 1980 · 1981 · 1982 · 1983 · 1984 · 1985 · 1986 · 1987 · 1988 · 1989 · 1990 · 1991 · 1992 · 1993 · 1994 · 1995 · 1996 · 1997 · 1998 · 1999

21e eeuw: 2000 · 2001 · 2002 · 2003 · 2004 · 2005 · 2006 · 2007 · 2008 · 2009 · 2010 · 2011 · 2012 · 2013 · 2014 · 2015